# Человек родился
«Человек родился» — советский художественный фильм, мелодрама режиссёра Василия Ордынского по сценарию Леонида Аграновича. Вышел в прокат 4 ноября 1956 года.

## Сюжет
Молодая девушка Надежда Смирнова приезжает в Москву поступать в институт, но проваливается на экзамене. На испытаниях она знакомится с молодым человеком по имени Виталий и начинает жить с ним. Надя беременеет. Виталий уговаривает её сделать аборт, но она не соглашается и рожает сына. Сотрудники роддома находят Виталия, он предлагает сдать мальчика в Дом ребёнка. Надя понимает, что Виталий явился к ней только из-за скандала, который ему устроили работники роддома. Она выходит из такси и скитается по городу с младенцем на руках. На автобусной остановке она случайно сталкивается со студентом Глебом, который помогает ей «снять угол» в частном доме в Подмосковье. Надя устраивается на работу кондуктором в автобусный парк, однако дела на работе складываются неудачно из-за напарника — водителя Страшнова, который, воспринимая Надю как девушку лёгкого поведения и не получив от неё взаимности, всячески вредит ей в работе. Глеб, влюбившись в Надю, навещает её и пытается помогать ей, однако Надя, обжёгшись раз, ему не верит. Со временем Глебу удаётся завоевать доверие и любовь Нади. Благодаря её решительности и помощи товарищей дела на работе налаживаются: Надю переводят от Страшнова к опытному и порядочному водителю Корнеичу. Глеб думает переводиться на заочный, чтобы увезти Надю из Москвы, однако товарищи по учёбе пытаются отговорить его. При встрече Надя, понимая, что Глебу будет трудно, если они уедут, рвёт бумагу об отъезде, которую Глеб приносит ей, они останутся вместе жить в Москве. Фильм заканчивается словами Глеба: «Год-то проживём?» и Надиным ответом: «Сто проживём!»

## В ролях
- Ольга Бган — Надежда Васильевна Смирнова (озвучила Людмила Гурченко)
- Владимир Гусев — Глеб, студент
- Владимир Андреев — Виталий
- Александр Ханов — Степан Георгиевич, отец Виталия
- Наталья Серебрянникова — Елизавета Дмитриевна, хозяйка дома
- Нина Дорошина — Сима, контролёр в парке
- Григорий Абрикосов — Фёдор Страшнов, водитель автобуса
- Валентин Маклашин — Корнеич, водитель автобуса
- Виктор Терехов — Костиков, секретарь ВЛКСМ
- Вера Алтайская — нянечка в роддоме (нет в титрах)
- Вера Карпова — приходящая сестра (нет в титрах)
- Валентина Березуцкая — диспетчер автопарка (нет в титрах)
- Виктор Лазарев — дворник (нет в титрах)
- Вячеслав Гостинский — желчный пассажир (нет в титрах)
- Иван Кузнецов — Сорокин, замдиректора автопарка (нет в титрах)
- Юрий Белов — Павел, ответственный за учёбу (нет в титрах)
- Лидия Драновская — Тоня, молодая мама, соседка Нади по палате (нет в титрах)
- Сергей Юртайкин — молодой ремонтник (нет в титрах)
- Татьяна Барышева — нянечка в роддоме (нет в титрах)
- Лилия Гурова — Маша, студентка-орденоноска (нет в титрах)
- Георгий Милляр — сосед Петрова, жилец квартиры, где сдавалась комната (нет в титрах)
- Николай Алексеев — Алексей, аспирант (нет в титрах)
- Елена Вольская — официантка (нет в титрах)
- Ираида Солдатова — Плоткина (нет в титрах)
- Николай Чистяков — член комиссии по распределению (нет в титрах)
- Нина Шатерникова — врач роддома (нет в титрах)
- Людмила Голуб — кондуктор (нет в титрах)
- Борис Белоусов — Николай, сын Елизаветы Дмитриевны (нет в титрах)
- Зинаида Воркуль — кондуктор (нет в титрах)
- Вячеслав Жариков — студент (нет в титрах)

## Съёмочная группа
- Режиссёр — Василий Ордынский
- Сценарист — Леонид Агранович
- Оператор — Игорь Слабневич
- Композитор — Вениамин Баснер
- Художник — Борис Чеботарёв
- Директор картины — А. Скитев